# قائمة مجلدات المحقق كونان (1-20)
إصدارات مانغا المحقق كونان عادة ما تكون من كتابة وتأليف غوشو أوياما، أول إصدار من هذه المانغا كان في 18 يونيو 1994 ، واستمر الإصدار حيث وصل عدد الفصول إلى أكثر من 1010 فصلًا واضعة المانغا الخاصة بالمحقق كونان في المرتبة الـ 21 من ناحية أكثر المانغا إصدارًا، وفي 18 أغسطس 2016 تم الوصول إلى الإصدار المجلد التسعين من هذه السلسة، بعد أن كان الإصدار الأول لها في 1994.
وقد تم الترخيص نشر سلسلة المانغا في كثير من بلدان العالم مثل الصين، فرنسا، ألمانيا، إندونيسيا، وفنلندا. في الولايات المتحدة وبعد حصول FUNimation للترفيه علي تصريح، حصلت Viz Media على حقوق طبع المانغا وتم تغيير الاسم إلى Case Closed أو القضية مغلقة مع تغيير أسماء بعض الشخصيات لتجنب صراع حول حقوق الملكية الفكرية. وتم إصدار أول نسخة باللغة الإنجليزية في 7 سبتمبر 2004. لكن في 22 يوليو 2009 حصلت Viz Media على ترخيص نشر المانغا على الشبكة العنكبوتية، فتم تحميل أول فصل على الإنترنت في 21 أكتوبر 2009.
تعد مانغا المحقق كونان من بين أطول سلاسل المانغا. فمنذ بداية إصدار المانغا في 1994 ولغاية، تم بيع أكثر من 201 مليون نسخة، مما جعله رابع الترتيب في قائمة أكثر المانغا مبيعاً في تاريخ الأنيمي والثاني في الترتيب على مستوى اليابان. هذا الكم الهائل من المبيعات كان متوافقاً مع حصول نسخ المانغا على ترتيب متقدم في قوائم المانجا الأكثر مبيعا. وفي عام 2001. فاز بجائزة شوغاكوكين من خلال استطلاع على الانترنت، كان أغلب مشاركاته من شباب في منتصف العشرينات، حيث اعتبر واحداً من أكبر ثلاث إصادرات المانجا أراد متابعوه أن يستمر في إصداره.
اقتبست المجلدات 1 - 20 الفصول من 1 إلى 200.

## المجلدات 1 - 20
| المجلد     | تاريخ الصدور                                                               | ردمك                                                                                     | الشخصيات                                                                                 | الشخصيات                                                                                 |
| المجلد     | تاريخ الصدور                                                               | ردمك                                                                                     | الشخصية المفتاح                                                                          | المحقق                                                                                   |
| ---------- | -------------------------------------------------------------------------- | ---------------------------------------------------------------------------------------- | ---------------------------------------------------------------------------------------- | ---------------------------------------------------------------------------------------- |
| ''''1''''  | 18 يونيو 1994                                                              | ISBN 4-09-123371-6                                                                       | شينتشي كودو                                                                              | شارلوك هولمز                                                                             |
| الفصل      | العنوان                                                                    | الحلقات المقابلة                                                                         | الحلقات المقابلة                                                                         | الحلقات المقابلة                                                                         |
| 1          | هولمز عصر هيسي 平成のホームズ Heisei no Hōmuzu                             | 1: جريمة قتل على متن الأفعوانية                                                          | 1: جريمة قتل على متن الأفعوانية                                                          | 1: جريمة قتل على متن الأفعوانية                                                          |
| 2          | المحقق العظيم الذي تقلص 小さくなった名探偵 Chiisaku Natta Meitantei        | 2: قضية اختطاف ابنة رئيس الشركة                                                          | 2: قضية اختطاف ابنة رئيس الشركة                                                          | 2: قضية اختطاف ابنة رئيس الشركة                                                          |
| 3          | المحقق المتروك 仲間はずれの名探偵 Nakamahazure no Meitantei                | 2: قضية اختطاف ابنة رئيس الشركة                                                          | 2: قضية اختطاف ابنة رئيس الشركة                                                          | 2: قضية اختطاف ابنة رئيس الشركة                                                          |
| 4          | المدخنة السادسة 6本目の煙突 Roppon-me no Entotsu                           | 2: قضية اختطاف ابنة رئيس الشركة                                                          | 2: قضية اختطاف ابنة رئيس الشركة                                                          | 2: قضية اختطاف ابنة رئيس الشركة                                                          |
| 5          | مجرم آخر もう一人の犯人 Mō Hitori no Han'nin                               | 2: قضية اختطاف ابنة رئيس الشركة                                                          | 2: قضية اختطاف ابنة رئيس الشركة                                                          | 2: قضية اختطاف ابنة رئيس الشركة                                                          |
| 6          | من محقق مرتبك إلى محقق عظيم 迷探偵を名探偵に Meitantei o Meitantei ni      | 3: جريمة قتل في غرفة الممثلة المقفلة                                                     | 3: جريمة قتل في غرفة الممثلة المقفلة                                                     | 3: جريمة قتل في غرفة الممثلة المقفلة                                                     |
| 7          | القضية الدموية لمغنية البوب المشهورة 血ぬられたアイドル Chinurareta Aidoru | 3: جريمة قتل في غرفة الممثلة المقفلة                                                     | 3: جريمة قتل في غرفة الممثلة المقفلة                                                     | 3: جريمة قتل في غرفة الممثلة المقفلة                                                     |
| 8          | الشخص الذي يشبهك あなたに似た人 Anata ni Nita Hito                         | 3: جريمة قتل في غرفة الممثلة المقفلة                                                     | 3: جريمة قتل في غرفة الممثلة المقفلة                                                     | 3: جريمة قتل في غرفة الممثلة المقفلة                                                     |
| 9          | سوء التفاهم الحزين 不幸な誤解 Fukō na Gokai                                | 3: جريمة قتل في غرفة الممثلة المقفلة                                                     | 3: جريمة قتل في غرفة الممثلة المقفلة                                                     | 3: جريمة قتل في غرفة الممثلة المقفلة                                                     |
| المجلد     | تاريخ الصدور                                                               | ردمك                                                                                     | الشخصيات                                                                                 | الشخصيات                                                                                 |
| المجلد     | تاريخ الصدور                                                               | ردمك                                                                                     | الشخصية المفتاح                                                                          | المحقق                                                                                   |
| ''''2''''  | 18 يوليو 1994                                                              | ISBN 4-09-123372-4                                                                       | ران موري                                                                                 | كوغورو أكيتشي                                                                            |
| الفصل      | العنوان                                                                    | الحلقات المقابلة                                                                         | الحلقات المقابلة                                                                         | الحلقات المقابلة                                                                         |
| 10         | المراقبة المربحة 割のいい尾行 Wari no Ii Bikō                              | 38: جريمة قتل في أثناء: مهرجان قرية "أكا أوني" الناري                                    | 38: جريمة قتل في أثناء: مهرجان قرية "أكا أوني" الناري                                    | 38: جريمة قتل في أثناء: مهرجان قرية "أكا أوني" الناري                                    |
| 11         | العذر المثالي 完璧なアリバイ Kanpeki na Aribai                             | 38: جريمة قتل في أثناء: مهرجان قرية "أكا أوني" الناري                                    | 38: جريمة قتل في أثناء: مهرجان قرية "أكا أوني" الناري                                    | 38: جريمة قتل في أثناء: مهرجان قرية "أكا أوني" الناري                                    |
| 12         | الصورة تتكلم 写真は語る Shashin wa Kataru                                  | 38: جريمة قتل في أثناء: مهرجان قرية "أكا أوني" الناري                                    | 38: جريمة قتل في أثناء: مهرجان قرية "أكا أوني" الناري                                    | 38: جريمة قتل في أثناء: مهرجان قرية "أكا أوني" الناري                                    |
| 13         | الرجل المفقود 行方不明の男 Yukue Fumei no Otoko                            | 13: ملاحقة الشخص الغريب                                                                  | 13: ملاحقة الشخص الغريب                                                                  | 13: ملاحقة الشخص الغريب                                                                  |
| 14         | الفتاة المثيرة للشفقة かわいそうな少女 Kawaisō na Shōjo                    | 13: ملاحقة الشخص الغريب                                                                  | 13: ملاحقة الشخص الغريب                                                                  | 13: ملاحقة الشخص الغريب                                                                  |
| 15         | مطاردة الضخم 大男を追え! Ōotoko o Oe!                                      | 13: ملاحقة الشخص الغريب                                                                  | 13: ملاحقة الشخص الغريب                                                                  | 13: ملاحقة الشخص الغريب                                                                  |
| 16         | فتاة مثل الشيطان 悪魔のような女 Akuma no Yōna On'na                        | 13: ملاحقة الشخص الغريب                                                                  | 13: ملاحقة الشخص الغريب                                                                  | 13: ملاحقة الشخص الغريب                                                                  |
| 17         | القصر المرعب 恐怖の館 Kyōfu no Yakata                                      | 20: جريمة قتل في المنزل المهجور                                                          | 20: جريمة قتل في المنزل المهجور                                                          | 20: جريمة قتل في المنزل المهجور                                                          |
| 18         | اختفاء الأطفال 消える子供達 Kieru Kodomodachi                              | 20: جريمة قتل في المنزل المهجور                                                          | 20: جريمة قتل في المنزل المهجور                                                          | 20: جريمة قتل في المنزل المهجور                                                          |
| 19         | كابوس في القبو 地下室の悪夢 Chikashitsu no Akumu                           | 20: جريمة قتل في المنزل المهجور                                                          | 20: جريمة قتل في المنزل المهجور                                                          | 20: جريمة قتل في المنزل المهجور                                                          |
| المجلد     | تاريخ الصدور                                                               | ردمك                                                                                     | الشخصيات                                                                                 | الشخصيات                                                                                 |
| المجلد     | تاريخ الصدور                                                               | ردمك                                                                                     | الشخصية المفتاح                                                                          | المحقق                                                                                   |
| ''''3''''  | 18 أكتوبر 1994                                                             | ISBN 4-09-123373-2                                                                       | كوغورو موري                                                                              | هيركيول بوارو                                                                            |
| الفصل      | العنوان                                                                    | الحلقات المقابلة                                                                         | الحلقات المقابلة                                                                         | الحلقات المقابلة                                                                         |
| 20         | عائلة هاتاموتو 籏本家の一族 Hatamoto-ke no Ichizoku                        | 22-23: سلسلة جرائم قتل على متن سفينة الركاب الفخمة                                       | 22-23: سلسلة جرائم قتل على متن سفينة الركاب الفخمة                                       | 22-23: سلسلة جرائم قتل على متن سفينة الركاب الفخمة                                       |
| 21         | سر الغرفة المغلقة 密室の秘密 Misshitsu no Himitsu                          | 22-23: سلسلة جرائم قتل على متن سفينة الركاب الفخمة                                       | 22-23: سلسلة جرائم قتل على متن سفينة الركاب الفخمة                                       | 22-23: سلسلة جرائم قتل على متن سفينة الركاب الفخمة                                       |
| 22         | موقع الميراث 遺産の行方 Isan no yukue                                      | 22-23: سلسلة جرائم قتل على متن سفينة الركاب الفخمة                                       | 22-23: سلسلة جرائم قتل على متن سفينة الركاب الفخمة                                       | 22-23: سلسلة جرائم قتل على متن سفينة الركاب الفخمة                                       |
| 23         | الإلتزام الأسري 一族抹殺 Ichizoku Massatsu                                 | 22-23: سلسلة جرائم قتل على متن سفينة الركاب الفخمة                                       | 22-23: سلسلة جرائم قتل على متن سفينة الركاب الفخمة                                       | 22-23: سلسلة جرائم قتل على متن سفينة الركاب الفخمة                                       |
| 24         | فخ الواثب في الظلام 暗闇の仕掛人 Kurayami no Shikakenin                    | 22-23: سلسلة جرائم قتل على متن سفينة الركاب الفخمة                                       | 22-23: سلسلة جرائم قتل على متن سفينة الركاب الفخمة                                       | 22-23: سلسلة جرائم قتل على متن سفينة الركاب الفخمة                                       |
| 25         | الحلم الذي لن يتحقق かなわぬ夢 Kanawanu Yume                               | 22-23: سلسلة جرائم قتل على متن سفينة الركاب الفخمة                                       | 22-23: سلسلة جرائم قتل على متن سفينة الركاب الفخمة                                       | 22-23: سلسلة جرائم قتل على متن سفينة الركاب الفخمة                                       |
| 26         | هدايا فضولية 奇妙な贈り物 Kimyō na Okurimono                               | 7: تهديد الهدايا الشهري                                                                  | 7: تهديد الهدايا الشهري                                                                  | 7: تهديد الهدايا الشهري                                                                  |
| 27         | الشخص نفسه 同一人物 Dōitsujinbutsu                                         | 7: تهديد الهدايا الشهري                                                                  | 7: تهديد الهدايا الشهري                                                                  | 7: تهديد الهدايا الشهري                                                                  |
| 28         | لغز الثالث من أغسطس 8月3日の謎 Hachigatsu Mikka no Nazo                    | 7: تهديد الهدايا الشهري                                                                  | 7: تهديد الهدايا الشهري                                                                  | 7: تهديد الهدايا الشهري                                                                  |
| 29         | السلامة أمام عينيك 眼前セーフ Ganzen Sēfu                                  | 7: تهديد الهدايا الشهري                                                                  | 7: تهديد الهدايا الشهري                                                                  | 7: تهديد الهدايا الشهري                                                                  |
| المجلد     | تاريخ الصدور                                                               | ردمك                                                                                     | الشخصيات                                                                                 | الشخصيات                                                                                 |
| المجلد     | تاريخ الصدور                                                               | ردمك                                                                                     | الشخصية المفتاح                                                                          | المحقق                                                                                   |
| ''''4''''  | 18 فبراير 1995                                                             | ISBN 4-09-123374-0                                                                       | جوزو ميغوري                                                                              | أرسين لوبين                                                                              |
| الفصل      | العنوان                                                                    | الحلقات المقابلة                                                                         | الحلقات المقابلة                                                                         | الحلقات المقابلة                                                                         |
| 30         | الفارس المدرع 甲冑の騎士 Katchū no Kishi                                   | 8: جريمة قتل في متحف الفنون                                                              | 8: جريمة قتل في متحف الفنون                                                              | 8: جريمة قتل في متحف الفنون                                                              |
| 31         | رسالة موت ダイイング·メッセージ Daiingu Messēji                            | 8: جريمة قتل في متحف الفنون                                                              | 8: جريمة قتل في متحف الفنون                                                              | 8: جريمة قتل في متحف الفنون                                                              |
| 32         | القلم الذي لا يكتب 書けないペン Kakenai Pen                                | 8: جريمة قتل في متحف الفنون                                                              | 8: جريمة قتل في متحف الفنون                                                              | 8: جريمة قتل في متحف الفنون                                                              |
| 33         | مطاردة الاثنان はちあわせた二人組 Hachiawaseta Futari-gumi                 | 5: قنبلة على متن قطار الطلقة السريع                                                      | 5: قنبلة على متن قطار الطلقة السريع                                                      | 5: قنبلة على متن قطار الطلقة السريع                                                      |
| 34         | الأربعة في القطار グリーン車の四人 Gurīnsha no Yonin                       | 5: قنبلة على متن قطار الطلقة السريع                                                      | 5: قنبلة على متن قطار الطلقة السريع                                                      | 5: قنبلة على متن قطار الطلقة السريع                                                      |
| 35         | العشر الثواني الأخيرة من الذعر ラスト10秒の恐怖 Rasuto Jūbyō no Kyōfu      | 5: قنبلة على متن قطار الطلقة السريع                                                      | 5: قنبلة على متن قطار الطلقة السريع                                                      | 5: قنبلة على متن قطار الطلقة السريع                                                      |
| 36         | ورقة الرموز المأخوذة 暗号表入手!! Angō-hyō Nyūshu!!                        | 4: خريطة المدينة المشفرة                                                                 | 4: خريطة المدينة المشفرة                                                                 | 4: خريطة المدينة المشفرة                                                                 |
| 37         | الـABC لحل ورقة الرموز 暗号解読のABC Angō Kaidoku no Ēbīshī                | 4: خريطة المدينة المشفرة                                                                 | 4: خريطة المدينة المشفرة                                                                 | 4: خريطة المدينة المشفرة                                                                 |
| 38         | حل وحل آخر 答えもうひとつの答 Kotae Mō Hitotsu no Kotae                    | 4: خريطة المدينة المشفرة                                                                 | 4: خريطة المدينة المشفرة                                                                 | 4: خريطة المدينة المشفرة                                                                 |
| 39         | الشكل الحقيقي للسمكة المضيئة 光る魚の正体 Hikaru Sakana no Shōtai          | 4: خريطة المدينة المشفرة                                                                 | 4: خريطة المدينة المشفرة                                                                 | 4: خريطة المدينة المشفرة                                                                 |
| المجلد     | تاريخ الصدور                                                               | ردمك                                                                                     | الشخصيات                                                                                 | الشخصيات                                                                                 |
| المجلد     | تاريخ الصدور                                                               | ردمك                                                                                     | الشخصية المفتاح                                                                          | المحقق                                                                                   |
| ''''5''''  | 18 أبريل 1995                                                              | ISBN 4-09-123375-9                                                                       | هيروشي أغاسا                                                                             | جولز مايغريت                                                                             |
| الفصل      | العنوان                                                                    | الحلقات المقابلة                                                                         | الحلقات المقابلة                                                                         | الحلقات المقابلة                                                                         |
| 40         | الغموض ورجل الضماد 怪人…包帯の男 Kaijin... Hōtai no Otoko                  | 34-35: القاتل الملثم بالضماد: في المنزل الجبلي                                           | 34-35: القاتل الملثم بالضماد: في المنزل الجبلي                                           | 34-35: القاتل الملثم بالضماد: في المنزل الجبلي                                           |
| 41         | الضحية الأولى 第一の犠牲者! Daiichi no Giseisha!                           | 34-35: القاتل الملثم بالضماد: في المنزل الجبلي                                           | 34-35: القاتل الملثم بالضماد: في المنزل الجبلي                                           | 34-35: القاتل الملثم بالضماد: في المنزل الجبلي                                           |
| 42         | ران في خطر 蘭ピンチ! Ran Pinchi!                                           | 34-35: القاتل الملثم بالضماد: في المنزل الجبلي                                           | 34-35: القاتل الملثم بالضماد: في المنزل الجبلي                                           | 34-35: القاتل الملثم بالضماد: في المنزل الجبلي                                           |
| 43         | الهجوم في الظلام 暗闇の襲撃! Kurayami no Shūgeki!                          | 34-35: القاتل الملثم بالضماد: في المنزل الجبلي                                           | 34-35: القاتل الملثم بالضماد: في المنزل الجبلي                                           | 34-35: القاتل الملثم بالضماد: في المنزل الجبلي                                           |
| 44         | هوية المجرم 殺人鬼の正体! Satsujinki no Shōtai!                            | 34-35: القاتل الملثم بالضماد: في المنزل الجبلي                                           | 34-35: القاتل الملثم بالضماد: في المنزل الجبلي                                           | 34-35: القاتل الملثم بالضماد: في المنزل الجبلي                                           |
| 45         | قاتل الكاراوكي カラオケ殺人! Karaoke Satsujin!                             | 42: جريمة قتل في استوديو: الموسيقى "الكاراوكي"                                           | 42: جريمة قتل في استوديو: الموسيقى "الكاراوكي"                                           | 42: جريمة قتل في استوديو: الموسيقى "الكاراوكي"                                           |
| 46         | جريمة قتل أم انتحار 自殺か他殺か? Jisatsu ka Tasatsu ka?                   | 42: جريمة قتل في استوديو: الموسيقى "الكاراوكي"                                           | 42: جريمة قتل في استوديو: الموسيقى "الكاراوكي"                                           | 42: جريمة قتل في استوديو: الموسيقى "الكاراوكي"                                           |
| 47         | اللغز المخفي في الأغنية 歌に秘められた謎 Uta ni Himerareta Nazo            | 42: جريمة قتل في استوديو: الموسيقى "الكاراوكي"                                           | 42: جريمة قتل في استوديو: الموسيقى "الكاراوكي"                                           | 42: جريمة قتل في استوديو: الموسيقى "الكاراوكي"                                           |
| 48         | كيف تعيش خلال すれちがい… Surechigai...                                    | 42: جريمة قتل في استوديو: الموسيقى "الكاراوكي"                                           | 42: جريمة قتل في استوديو: الموسيقى "الكاراوكي"                                           | 42: جريمة قتل في استوديو: الموسيقى "الكاراوكي"                                           |
| 49         | زائر غريب 見知らぬ訪問者 Mishiranu Hōmonsha                                | 43: اختطاف كونان                                                                         | 43: اختطاف كونان                                                                         | 43: اختطاف كونان                                                                         |
| 50         | العرب والمطاردة 脱出そして追跡 Dasshutsu Soshite Tsuiseki                  | 43: اختطاف كونان                                                                         | 43: اختطاف كونان                                                                         | 43: اختطاف كونان                                                                         |
| المجلد     | تاريخ الصدور                                                               | ردمك                                                                                     | الشخصيات                                                                                 | الشخصيات                                                                                 |
| المجلد     | تاريخ الصدور                                                               | ردمك                                                                                     | الشخصية المفتاح                                                                          | المحقق                                                                                   |
| ''''6''''  | 18 يوليو 1995                                                              | ISBN 4-09-123376-7                                                                       | أيومي يوشيدا                                                                             | كوسوكي كيندايتشي                                                                         |
| الفصل      | العنوان                                                                    | الحلقات المقابلة                                                                         | الحلقات المقابلة                                                                         | الحلقات المقابلة                                                                         |
| 51         | الحقيقة المخفية تحت القناع 仮面の下の真実 Kamen no Shita no Shinjitsu      | 43: اختطاف كونان                                                                         | 43: اختطاف كونان                                                                         | 43: اختطاف كونان                                                                         |
| 52         | زوار ثلاثة 三人の訪問客 San'nin no Hōmonkyaku                              | 16: جريمة قتل جامع التحف                                                                 | 16: جريمة قتل جامع التحف                                                                 | 16: جريمة قتل جامع التحف                                                                 |
| 53         | أعذار ثلاثة 三人のアリバイ San'nin no Aribai                               | 16: جريمة قتل جامع التحف                                                                 | 16: جريمة قتل جامع التحف                                                                 | 16: جريمة قتل جامع التحف                                                                 |
| 54         | غموض جهاز الرد الآلي 留守番電話の謎 Rusuban Denwa no Nazo                  | 16: جريمة قتل جامع التحف                                                                 | 16: جريمة قتل جامع التحف                                                                 | 16: جريمة قتل جامع التحف                                                                 |
| 55         | كلمات على الخزانة タンスの言葉 Tansu no Kotoba                             | 16: جريمة قتل جامع التحف                                                                 | 16: جريمة قتل جامع التحف                                                                 | 16: جريمة قتل جامع التحف                                                                 |
| 56         | التشكيل! المتحرون الصغار 結成!少年探偵団 Kessei! Shōnen Tantei-dan         | 15: الجثة التي اختفت                                                                     | 15: الجثة التي اختفت                                                                     | 15: الجثة التي اختفت                                                                     |
| 57         | الاخوة الغامضون ナゾの兄弟 Nazo no Kyōdai                                  | 15: الجثة التي اختفت                                                                     | 15: الجثة التي اختفت                                                                     | 15: الجثة التي اختفت                                                                     |
| 58         | غموض الجثة المتحركة 動く死体の謎 Ugoku Shitai no Nazo                      | 15: الجثة التي اختفت                                                                     | 15: الجثة التي اختفت                                                                     | 15: الجثة التي اختفت                                                                     |
| 59         | ليلة المهرجان 祭りの夜 Matsuri no Yoru                                     | 9: جريمة قتل في مهرجان "تينكاتشي" الليلي                                                 | 9: جريمة قتل في مهرجان "تينكاتشي" الليلي                                                 | 9: جريمة قتل في مهرجان "تينكاتشي" الليلي                                                 |
| 60         | عذر المثالي؟ アリバイは完璧!? Aribai wa Kanpeki!?                          | 9: جريمة قتل في مهرجان "تينكاتشي" الليلي                                                 | 9: جريمة قتل في مهرجان "تينكاتشي" الليلي                                                 | 9: جريمة قتل في مهرجان "تينكاتشي" الليلي                                                 |
| المجلد     | تاريخ الصدور                                                               | ردمك                                                                                     | الشخصيات                                                                                 | الشخصيات                                                                                 |
| المجلد     | تاريخ الصدور                                                               | ردمك                                                                                     | الشخصية المفتاح                                                                          | المحقق                                                                                   |
| ''''7''''  | 18 نوفمبر 1995                                                             | ISBN 4-09-123377-5                                                                       | سانجو يوكوميزو                                                                           | الملازم كولومبو                                                                          |
| الفصل      | العنوان                                                                    | الحلقات المقابلة                                                                         | الحلقات المقابلة                                                                         | الحلقات المقابلة                                                                         |
| 61         | حيلة الصور 写真のワナ Shashin no Wana                                      | 9: جريمة قتل في مهرجان "تينكاتشي" الليلي                                                 | 9: جريمة قتل في مهرجان "تينكاتشي" الليلي                                                 | 9: جريمة قتل في مهرجان "تينكاتشي" الليلي                                                 |
| 62         | دعوة إلى جزيرة "تسوكي كاجي" 月影島への招待状 Tsukikage-jima e no Shōtaijō  | 11: جريمة قتل سيمفونية ضوء القمر (حلقة خاصة لمدة ساعة)                                   | 11: جريمة قتل سيمفونية ضوء القمر (حلقة خاصة لمدة ساعة)                                   | 11: جريمة قتل سيمفونية ضوء القمر (حلقة خاصة لمدة ساعة)                                   |
| 63         | البيانو الملعون ピアノの呪い Piano no Noroi                                | 11: جريمة قتل سيمفونية ضوء القمر (حلقة خاصة لمدة ساعة)                                   | 11: جريمة قتل سيمفونية ضوء القمر (حلقة خاصة لمدة ساعة)                                   | 11: جريمة قتل سيمفونية ضوء القمر (حلقة خاصة لمدة ساعة)                                   |
| 64         | ما خلف النوتة الموسيقية 残された楽譜 Nokosareta Gakufu                     | 11: جريمة قتل سيمفونية ضوء القمر (حلقة خاصة لمدة ساعة)                                   | 11: جريمة قتل سيمفونية ضوء القمر (حلقة خاصة لمدة ساعة)                                   | 11: جريمة قتل سيمفونية ضوء القمر (حلقة خاصة لمدة ساعة)                                   |
| 65         | لغز الجحيم 業火の秘密 Gōka no himitsu                                      | 11: جريمة قتل سيمفونية ضوء القمر (حلقة خاصة لمدة ساعة)                                   | 11: جريمة قتل سيمفونية ضوء القمر (حلقة خاصة لمدة ساعة)                                   | 11: جريمة قتل سيمفونية ضوء القمر (حلقة خاصة لمدة ساعة)                                   |
| 66         | زر الدم الملعون 血染めのボタン Chizome no Botan                            | 11: جريمة قتل سيمفونية ضوء القمر (حلقة خاصة لمدة ساعة)                                   | 11: جريمة قتل سيمفونية ضوء القمر (حلقة خاصة لمدة ساعة)                                   | 11: جريمة قتل سيمفونية ضوء القمر (حلقة خاصة لمدة ساعة)                                   |
| 67         | سر الاسم 名前の秘密!! Namae no Himitsu!!                                   | 11: جريمة قتل سيمفونية ضوء القمر (حلقة خاصة لمدة ساعة)                                   | 11: جريمة قتل سيمفونية ضوء القمر (حلقة خاصة لمدة ساعة)                                   | 11: جريمة قتل سيمفونية ضوء القمر (حلقة خاصة لمدة ساعة)                                   |
| 68         | حبيبة شينتشي 新一の恋人!! Shin'ichi no Koibito!!                           | 10: ابتزاز لاعب الكرة المحترف                                                            | 10: ابتزاز لاعب الكرة المحترف                                                            | 10: ابتزاز لاعب الكرة المحترف                                                            |
| 69         | المتحرية ران 名探偵蘭!? Meitantei Ran!?                                    | 10: ابتزاز لاعب الكرة المحترف                                                            | 10: ابتزاز لاعب الكرة المحترف                                                            | 10: ابتزاز لاعب الكرة المحترف                                                            |
| 70         | وقت نهاية الحياة 命の時間切れ!? Inochi no Jikangire!?                      | 10: ابتزاز لاعب الكرة المحترف                                                            | 10: ابتزاز لاعب الكرة المحترف                                                            | 10: ابتزاز لاعب الكرة المحترف                                                            |
| المجلد     | تاريخ الصدور                                                               | ردمك                                                                                     | الشخصيات                                                                                 | الشخصيات                                                                                 |
| المجلد     | تاريخ الصدور                                                               | ردمك                                                                                     | الشخصية المفتاح                                                                          | المحقق                                                                                   |
| ''''8''''  | 9 ديسمبر 1995                                                              | ISBN 4-09-123378-3                                                                       | سونوكو سوزوكي                                                                            | زينيقاتا هيجي                                                                            |
| الفصل      | العنوان                                                                    | الحلقات المقابلة                                                                         | الحلقات المقابلة                                                                         | الحلقات المقابلة                                                                         |
| 71         | أخيرا وجدتك!! ついに見つけた!! Tsuini Mitsuketa!!                          | 10: ابتزاز لاعب الكرة المحترف                                                            | 10: ابتزاز لاعب الكرة المحترف                                                            | 10: ابتزاز لاعب الكرة المحترف                                                            |
| 72         | بارون الليل 闇の男爵 Naito Baron                                           | 68-70: جريمة قتل بارون الليل                                                             | 68-70: جريمة قتل بارون الليل                                                             | 68-70: جريمة قتل بارون الليل                                                             |
| 73         | فايروس الارهاب 恐怖のウイルス Kyōfu no Uirusu                              | 68-70: جريمة قتل بارون الليل                                                             | 68-70: جريمة قتل بارون الليل                                                             | 68-70: جريمة قتل بارون الليل                                                             |
| 74         | ما تحت القناع 仮面の下 Kamen no Shita                                      | 68-70: جريمة قتل بارون الليل                                                             | 68-70: جريمة قتل بارون الليل                                                             | 68-70: جريمة قتل بارون الليل                                                             |
| 75         | دموع ران 蘭の涙 Ran no Namida                                              | 68-70: جريمة قتل بارون الليل                                                             | 68-70: جريمة قتل بارون الليل                                                             | 68-70: جريمة قتل بارون الليل                                                             |
| 76         | خدعة الرياح؟! 風のいたずら!? Kaze no Itazura!?                             | 68-70: جريمة قتل بارون الليل                                                             | 68-70: جريمة قتل بارون الليل                                                             | 68-70: جريمة قتل بارون الليل                                                             |
| 77         | سر مكان السقوط 落下地点の秘密 Rakka Chiten no Himitsu                      | 68-70: جريمة قتل بارون الليل                                                             | 68-70: جريمة قتل بارون الليل                                                             | 68-70: جريمة قتل بارون الليل                                                             |
| 78         | مأساة العروس 花嫁の悲劇 Hanayome no Higeki                                 | 18: جريمة قتل عروس شهر يونيو                                                             | 18: جريمة قتل عروس شهر يونيو                                                             | 18: جريمة قتل عروس شهر يونيو                                                             |
| 79         | شاي الليمون المحرم؟! 禁断のレモンティー!? Kindan no Remon Tī!?             | 18: جريمة قتل عروس شهر يونيو                                                             | 18: جريمة قتل عروس شهر يونيو                                                             | 18: جريمة قتل عروس شهر يونيو                                                             |
| 80         | سبب الجريمة 殺しの理由 Koroshi no Riyū                                     | 18: جريمة قتل عروس شهر يونيو                                                             | 18: جريمة قتل عروس شهر يونيو                                                             | 18: جريمة قتل عروس شهر يونيو                                                             |
| المجلد     | تاريخ الصدور                                                               | ردمك                                                                                     | الشخصيات                                                                                 | الشخصيات                                                                                 |
| المجلد     | تاريخ الصدور                                                               | ردمك                                                                                     | الشخصية المفتاح                                                                          | المحقق                                                                                   |
| ''''9''''  | 18 يناير 1996                                                              | ISBN 4-09-123379-1                                                                       | غينتا كوجيما                                                                             | فيليب مارلو                                                                              |
| الفصل      | العنوان                                                                    | الحلقات المقابلة                                                                         | الحلقات المقابلة                                                                         | الحلقات المقابلة                                                                         |
| 81         | لعبة الغميضة الخطرة 危ないかくれんぼ Abunai Kakurenbo                      | 12: اختطاف أيومي                                                                         | 12: اختطاف أيومي                                                                         | 12: اختطاف أيومي                                                                         |
| 82         | اتبع الصوت 声を追え!! Koe o Oe!!                                           | 12: اختطاف أيومي                                                                         | 12: اختطاف أيومي                                                                         | 12: اختطاف أيومي                                                                         |
| 83         | ماذا! حقاً؟! えっ!本当!? E'! Hontō!?                                        | 12: اختطاف أيومي                                                                         | 12: اختطاف أيومي                                                                         | 12: اختطاف أيومي                                                                         |
| 84         | لم شمل أصدقاء كوغورو القدامى 小五郎の同窓会 Kogorō no Dōsōkai              | 27-28: جريمة قتل برفقة أصدقاء كوغورو القدامى                                             | 27-28: جريمة قتل برفقة أصدقاء كوغورو القدامى                                             | 27-28: جريمة قتل برفقة أصدقاء كوغورو القدامى                                             |
| 85         | تلميح غير متوقع 意外なヒント Igaina Hinto                                  | 27-28: جريمة قتل برفقة أصدقاء كوغورو القدامى                                             | 27-28: جريمة قتل برفقة أصدقاء كوغورو القدامى                                             | 27-28: جريمة قتل برفقة أصدقاء كوغورو القدامى                                             |
| 86         | موت البينكيان الاثنان وهما واقفان 弁慶の仁王立ち Benkei no Niōdachi        | 27-28: جريمة قتل برفقة أصدقاء كوغورو القدامى                                             | 27-28: جريمة قتل برفقة أصدقاء كوغورو القدامى                                             | 27-28: جريمة قتل برفقة أصدقاء كوغورو القدامى                                             |
| 87         | اختيار العريس 花婿選び Hanamuko Erabi                                      | 39-40: جريمة قتل ابنة مدير الشركة                                                        | 39-40: جريمة قتل ابنة مدير الشركة                                                        | 39-40: جريمة قتل ابنة مدير الشركة                                                        |
| 88         | الظل الزاحف 忍び寄る影 Shinobi Yoru Kage                                   | 39-40: جريمة قتل ابنة مدير الشركة                                                        | 39-40: جريمة قتل ابنة مدير الشركة                                                        | 39-40: جريمة قتل ابنة مدير الشركة                                                        |
| 89         | جثة أخرى 死体がもうひとつ... Shitai ga Mō Hitotsu...                       | 39-40: جريمة قتل ابنة مدير الشركة                                                        | 39-40: جريمة قتل ابنة مدير الشركة                                                        | 39-40: جريمة قتل ابنة مدير الشركة                                                        |
| 90         | قتل عشوائي؟! 無差別殺人!? Musabetsu Satsujin!?                             | 39-40: جريمة قتل ابنة مدير الشركة                                                        | 39-40: جريمة قتل ابنة مدير الشركة                                                        | 39-40: جريمة قتل ابنة مدير الشركة                                                        |
| المجلد     | تاريخ الصدور                                                               | ردمك                                                                                     | الشخصيات                                                                                 | الشخصيات                                                                                 |
| المجلد     | تاريخ الصدور                                                               | ردمك                                                                                     | الشخصية المفتاح                                                                          | المحقق                                                                                   |
| ''''10'''' | 18 أبريل 1996                                                              | ISBN 4-09-123380-5                                                                       | هيجي هاتوري                                                                              | سي أوغست دوبين                                                                           |
| الفصل      | العنوان                                                                    | الحلقات المقابلة                                                                         | الحلقات المقابلة                                                                         | الحلقات المقابلة                                                                         |
| 91         | خدعة فرق التوقيت في الماء 水の時間差トリック Mizu no Jikansa Torikku       | 39-40: جريمة قتل ابنة مدير الشركة                                                        | 39-40: جريمة قتل ابنة مدير الشركة                                                        | 39-40: جريمة قتل ابنة مدير الشركة                                                        |
| 92         | محقق الغرب العظيم 西の名探偵 Nishi no Meitantei                            | 48-49: جريمة قتل الدبلوماسي                                                              | 48-49: جريمة قتل الدبلوماسي                                                              | 48-49: جريمة قتل الدبلوماسي                                                              |
| 93         | الاستنتاج المزدوج 二人の推理 Futari no Suiri                               | 48-49: جريمة قتل الدبلوماسي                                                              | 48-49: جريمة قتل الدبلوماسي                                                              | 48-49: جريمة قتل الدبلوماسي                                                              |
| 94         | محقق الشرق العظيم؟! 東の名探偵…!? Higashi no Meitantei...!?                | 48-49: جريمة قتل الدبلوماسي                                                              | 48-49: جريمة قتل الدبلوماسي                                                              | 48-49: جريمة قتل الدبلوماسي                                                              |
| 95         | محقق الشرق العظيم قد ظهر؟! 東の名探偵現る!? Higashi no Meitantei genru!?   | 48-49: جريمة قتل الدبلوماسي                                                              | 48-49: جريمة قتل الدبلوماسي                                                              | 48-49: جريمة قتل الدبلوماسي                                                              |
| 96         | جسد محترق 熱いからだ Atsui Karada                                          | 48-49: جريمة قتل الدبلوماسي                                                              | 48-49: جريمة قتل الدبلوماسي                                                              | 48-49: جريمة قتل الدبلوماسي                                                              |
| 97         | المعضلة المجنونة 忍び寄る殺人鬼 Shinobi Yoru Satsujinki                    | 50: جريمة قتل في المكتبة                                                                 | 50: جريمة قتل في المكتبة                                                                 | 50: جريمة قتل في المكتبة                                                                 |
| 98         | شخص إضافي もう一人の乗客 Mō Hitori no Jōkyaku                              | 50: جريمة قتل في المكتبة                                                                 | 50: جريمة قتل في المكتبة                                                                 | 50: جريمة قتل في المكتبة                                                                 |
| 99         | مأساة العاصفة الثلجية 吹雪が呼んだ惨劇 Fubuki ga Yonda Sangeki             | 46: جريمة قتل في المنزل الجبلي الجليدي                                                   | 46: جريمة قتل في المنزل الجبلي الجليدي                                                   | 46: جريمة قتل في المنزل الجبلي الجليدي                                                   |
| 100        | الكلمات الأخيرة 最後の言葉 Saigo no Kotoba                                 | 46: جريمة قتل في المنزل الجبلي الجليدي                                                   | 46: جريمة قتل في المنزل الجبلي الجليدي                                                   | 46: جريمة قتل في المنزل الجبلي الجليدي                                                   |
| المجلد     | تاريخ الصدور                                                               | ردمك                                                                                     | الشخصيات                                                                                 | الشخصيات                                                                                 |
| المجلد     | تاريخ الصدور                                                               | ردمك                                                                                     | الشخصية المفتاح                                                                          | المحقق                                                                                   |
| ''''11'''' | 18 يوليو 1996                                                              | ISBN 4-09-125041-6                                                                       | إيري كيساكي                                                                              | إليري كوين                                                                               |
| الفصل      | العنوان                                                                    | الحلقات المقابلة                                                                         | الحلقات المقابلة                                                                         | الحلقات المقابلة                                                                         |
| 101        | غطاء الطاولة المتكلم 話すテーブルクロス Hanasu tēburukurosu                | 46: جريمة قتل في المنزل الجبلي الجليدي                                                   | 46: جريمة قتل في المنزل الجبلي الجليدي                                                   | 46: جريمة قتل في المنزل الجبلي الجليدي                                                   |
| 102        | موت على الهواء مباشرة 生放送中の死 Namahōsō-chū no shi                     | 31: جريمة قتل في مبنى التلفاز                                                            | 31: جريمة قتل في مبنى التلفاز                                                            | 31: جريمة قتل في مبنى التلفاز                                                            |
| 103        | المسار الوهمي 幻の道 Maboroshi no michi                                    | 31: جريمة قتل في مبنى التلفاز                                                            | 31: جريمة قتل في مبنى التلفاز                                                            | 31: جريمة قتل في مبنى التلفاز                                                            |
| 104        | أخبار عاجلة 緊急推理ショー Kinkyū suiri shō                                | 31: جريمة قتل في مبنى التلفاز                                                            | 31: جريمة قتل في مبنى التلفاز                                                            | 31: جريمة قتل في مبنى التلفاز                                                            |
| 105        | شخصية مهمة؟! 大事な人!? Daijina hito!?                                     | 32: جريمة قتل في المقهى                                                                  | 32: جريمة قتل في المقهى                                                                  | 32: جريمة قتل في المقهى                                                                  |
| 106        | سلاح الجريمة 凶器のありか Kyōki no ari ka                                  | 32: جريمة قتل في المقهى                                                                  | 32: جريمة قتل في المقهى                                                                  | 32: جريمة قتل في المقهى                                                                  |
| 107        | لغزان اثنان 二つの謎 Futatsu no nazo                                       | 32: جريمة قتل في المقهى                                                                  | 32: جريمة قتل في المقهى                                                                  | 32: جريمة قتل في المقهى                                                                  |
| 108        | غرفة الصيام 修行の間 Shugyō no ma                                          | 52: أسطورة الغول ذو الأنف الطويل (حلقة خاصة لمدة ساعة)                                   | 52: أسطورة الغول ذو الأنف الطويل (حلقة خاصة لمدة ساعة)                                   | 52: أسطورة الغول ذو الأنف الطويل (حلقة خاصة لمدة ساعة)                                   |
| 109        | زهور الساكورا و الفجوة في الجدار 桜と壁の穴 Sakura to kabe no ana          | 52: أسطورة الغول ذو الأنف الطويل (حلقة خاصة لمدة ساعة)                                   | 52: أسطورة الغول ذو الأنف الطويل (حلقة خاصة لمدة ساعة)                                   | 52: أسطورة الغول ذو الأنف الطويل (حلقة خاصة لمدة ساعة)                                   |
| 110        | قوة الطفو على الهواء 宙に浮く力 Chūniuku-ryoku                             | 52: أسطورة الغول ذو الأنف الطويل (حلقة خاصة لمدة ساعة)                                   | 52: أسطورة الغول ذو الأنف الطويل (حلقة خاصة لمدة ساعة)                                   | 52: أسطورة الغول ذو الأنف الطويل (حلقة خاصة لمدة ساعة)                                   |
| المجلد     | تاريخ الصدور                                                               | ردمك                                                                                     | الشخصيات                                                                                 | الشخصيات                                                                                 |
| المجلد     | تاريخ الصدور                                                               | ردمك                                                                                     | الشخصية المفتاح                                                                          | المحقق                                                                                   |
| ''''12'''' | 18 سبتمبر 1996                                                             | ISBN 4-09-125042-4                                                                       | ميتسوهيكو تسوبورايا                                                                      | ڤي أي وارشاوسكي                                                                          |
| الفصل      | العنوان                                                                    | الحلقات المقابلة                                                                         | الحلقات المقابلة                                                                         | الحلقات المقابلة                                                                         |
| 111        | صندوق الكنز الخاص بالبروفيسور 博士の宝箱 Hakase no takarabako              | 163-164: سر القمر والنجم والشمس                                                          | 163-164: سر القمر والنجم والشمس                                                          | 163-164: سر القمر والنجم والشمس                                                          |
| 112        | الشمس السوداء 黒い太陽 Kuroi taiyō                                         | 163-164: سر القمر والنجم والشمس                                                          | 163-164: سر القمر والنجم والشمس                                                          | 163-164: سر القمر والنجم والشمس                                                          |
| 113        | الحقيقة خلف الكنز 宝の正体 Takara no shōtai                                | 163-164: سر القمر والنجم والشمس                                                          | 163-164: سر القمر والنجم والشمس                                                          | 163-164: سر القمر والنجم والشمس                                                          |
| 114        | لقاء غير متوقع 突然の遭遇 Totsuzen no sōgū                                 | 54: جريمة قتل في شركة ألعاب الفيديو                                                      | 54: جريمة قتل في شركة ألعاب الفيديو                                                      | 54: جريمة قتل في شركة ألعاب الفيديو                                                      |
| 115        | مكان وجود القنبلة 爆弾の行方 Bakudan no yukue                              | 54: جريمة قتل في شركة ألعاب الفيديو                                                      | 54: جريمة قتل في شركة ألعاب الفيديو                                                      | 54: جريمة قتل في شركة ألعاب الفيديو                                                      |
| 116        | خطأ كونان コナンの誤算 Konan no gosan                                      | 54: جريمة قتل في شركة ألعاب الفيديو                                                      | 54: جريمة قتل في شركة ألعاب الفيديو                                                      | 54: جريمة قتل في شركة ألعاب الفيديو                                                      |
| 117        | لقاء في مايكروفت マイクロフトでの集い Maikurofuto de no tsudoi             | 57-58: جريمة قتل مهووسو هولمز                                                            | 57-58: جريمة قتل مهووسو هولمز                                                            | 57-58: جريمة قتل مهووسو هولمز                                                            |
| 118        | المرأة التي تعرف الكثير 知りすぎていた女 Shiri sugite ita onna             | 57-58: جريمة قتل مهووسو هولمز                                                            | 57-58: جريمة قتل مهووسو هولمز                                                            | 57-58: جريمة قتل مهووسو هولمز                                                            |
| 119        | الانفجار الغامض ナゾの爆発 Nazo no bakuhatsu                               | 57-58: جريمة قتل مهووسو هولمز                                                            | 57-58: جريمة قتل مهووسو هولمز                                                            | 57-58: جريمة قتل مهووسو هولمز                                                            |
| 120        | الكذبة المكتشفة 見破られたウソ Miyaburareta uso                            | 57-58: جريمة قتل مهووسو هولمز                                                            | 57-58: جريمة قتل مهووسو هولمز                                                            | 57-58: جريمة قتل مهووسو هولمز                                                            |
| المجلد     | تاريخ الصدور                                                               | ردمك                                                                                     | الشخصيات                                                                                 | الشخصيات                                                                                 |
| المجلد     | تاريخ الصدور                                                               | ردمك                                                                                     | الشخصية المفتاح                                                                          | المحقق                                                                                   |
| ''''13'''' | 10 ديسمبر 1996                                                             | ISBN 4-09-125043-2                                                                       | أياكو سوزوكي                                                                             | فاذر براون                                                                               |
| الفصل      | العنوان                                                                    | الحلقات المقابلة                                                                         | الحلقات المقابلة                                                                         | الحلقات المقابلة                                                                         |
| 121        | الحل 本当の姿 Hontō no sugata                                              | 57-58: جريمة قتل مهووسو هولمز                                                            | 57-58: جريمة قتل مهووسو هولمز                                                            | 57-58: جريمة قتل مهووسو هولمز                                                            |
| 122        | الشواهد هم..؟! 目撃者は...!? Mokugekisha wa...!?                           | 72: جريمة قتل في بيت التوائم الثلاثة                                                     | 72: جريمة قتل في بيت التوائم الثلاثة                                                     | 72: جريمة قتل في بيت التوائم الثلاثة                                                     |
| 123        | التوائم الثلاثة المشتبه بهم 三つ子の容疑者 Mitsugo no yōgisha              | 72: جريمة قتل في بيت التوائم الثلاثة                                                     | 72: جريمة قتل في بيت التوائم الثلاثة                                                     | 72: جريمة قتل في بيت التوائم الثلاثة                                                     |
| 124        | أخوة حزينة فعلا 哀しき兄弟の絆 Kanashiki kyōdai no kizuna                  | 72: جريمة قتل في بيت التوائم الثلاثة                                                     | 72: جريمة قتل في بيت التوائم الثلاثة                                                     | 72: جريمة قتل في بيت التوائم الثلاثة                                                     |
| 125        | سقوط الجثة 落ちる死体 Ochiru shitai                                        | 60: جريمة قتل الفنان التشكيلي                                                            | 60: جريمة قتل الفنان التشكيلي                                                            | 60: جريمة قتل الفنان التشكيلي                                                            |
| 126        | إنتحار مشكوك به 疑惑の自殺 Giwaku no jisatsu                               | 60: جريمة قتل الفنان التشكيلي                                                            | 60: جريمة قتل الفنان التشكيلي                                                            | 60: جريمة قتل الفنان التشكيلي                                                            |
| 127        | الزهور والفراشات 花と蝶 Hana to chō                                        | 60: جريمة قتل الفنان التشكيلي                                                            | 60: جريمة قتل الفنان التشكيلي                                                            | 60: جريمة قتل الفنان التشكيلي                                                            |
| 128        | الهروب بعيداً 逃亡者 Tōbōsha                                                | 63: جريمة قتل الوحش الكبير غوميرا                                                        | 63: جريمة قتل الوحش الكبير غوميرا                                                        | 63: جريمة قتل الوحش الكبير غوميرا                                                        |
| 129        | مأساة الوحش جوميرا 怪獣ゴメラの悲劇 Kaijū gomera no higeki                 | 63: جريمة قتل الوحش الكبير غوميرا                                                        | 63: جريمة قتل الوحش الكبير غوميرا                                                        | 63: جريمة قتل الوحش الكبير غوميرا                                                        |
| 130        | الظل الذي يختفي 去りゆく後ろ姿 Sariyuku ushiro sugata                      | 63: جريمة قتل الوحش الكبير غوميرا                                                        | 63: جريمة قتل الوحش الكبير غوميرا                                                        | 63: جريمة قتل الوحش الكبير غوميرا                                                        |
| المجلد     | تاريخ الصدور                                                               | ردمك                                                                                     | الشخصيات                                                                                 | الشخصيات                                                                                 |
| المجلد     | تاريخ الصدور                                                               | ردمك                                                                                     | الشخصية المفتاح                                                                          | المحقق                                                                                   |
| ''''14'''' | 18 مارس 1997                                                               | ISBN 4-09-125044-0                                                                       | يوكيكو كودو                                                                              | كورديليا جراي                                                                            |
| الفصل      | العنوان                                                                    | الحلقات المقابلة                                                                         | الحلقات المقابلة                                                                         | الحلقات المقابلة                                                                         |
| 131        | صورة كدليل 写真があった!! Shashin ga atta!!                                | 96: واكب المحقق العظيم! (حلقة خاصة لمدة ساعتين)                                          | 96: واكب المحقق العظيم! (حلقة خاصة لمدة ساعتين)                                          | 96: واكب المحقق العظيم! (حلقة خاصة لمدة ساعتين)                                          |
| 132        | الأرقام على الهاتف 電話の数字 Denwa no sūji                                | 96: واكب المحقق العظيم! (حلقة خاصة لمدة ساعتين)                                          | 96: واكب المحقق العظيم! (حلقة خاصة لمدة ساعتين)                                          | 96: واكب المحقق العظيم! (حلقة خاصة لمدة ساعتين)                                          |
| 133        | القضية قد بدأت للتو 事件はこれから!? Jiken wa korekara!?                   | 96: واكب المحقق العظيم! (حلقة خاصة لمدة ساعتين)                                          | 96: واكب المحقق العظيم! (حلقة خاصة لمدة ساعتين)                                          | 96: واكب المحقق العظيم! (حلقة خاصة لمدة ساعتين)                                          |
| 134        | استجواب بين الأوراق المتساقطة 落葉の中の尋問 Rakuyō no naka no jinmon      | 96: واكب المحقق العظيم! (حلقة خاصة لمدة ساعتين)                                          | 96: واكب المحقق العظيم! (حلقة خاصة لمدة ساعتين)                                          | 96: واكب المحقق العظيم! (حلقة خاصة لمدة ساعتين)                                          |
| 135        | في صدر والدتي؟! 母さんの胸の中!? Kāsan no mune no naka!?                   | 96: واكب المحقق العظيم! (حلقة خاصة لمدة ساعتين)                                          | 96: واكب المحقق العظيم! (حلقة خاصة لمدة ساعتين)                                          | 96: واكب المحقق العظيم! (حلقة خاصة لمدة ساعتين)                                          |
| 136        | ابتسامة كونان... コナンの笑み... Konan no emi...                           | 96: واكب المحقق العظيم! (حلقة خاصة لمدة ساعتين)                                          | 96: واكب المحقق العظيم! (حلقة خاصة لمدة ساعتين)                                          | 96: واكب المحقق العظيم! (حلقة خاصة لمدة ساعتين)                                          |
| 137        | ابتسامة يوكيكو... 有希子の笑み... Yukiko no emi...                         | 96: واكب المحقق العظيم! (حلقة خاصة لمدة ساعتين)                                          | 96: واكب المحقق العظيم! (حلقة خاصة لمدة ساعتين)                                          | 96: واكب المحقق العظيم! (حلقة خاصة لمدة ساعتين)                                          |
| 138        | شخص آخر... もう一人の... Mō hitori no...                                   | 96: واكب المحقق العظيم! (حلقة خاصة لمدة ساعتين)                                          | 96: واكب المحقق العظيم! (حلقة خاصة لمدة ساعتين)                                          | 96: واكب المحقق العظيم! (حلقة خاصة لمدة ساعتين)                                          |
| 139        | فريق غير متوقع 奇妙な集まり Kimyōna atsumari                               | 84-85: جريمة قتل في كوخ التزلج                                                           | 84-85: جريمة قتل في كوخ التزلج                                                           | 84-85: جريمة قتل في كوخ التزلج                                                           |
| 140        | الضيف الأخير 最後の客 Saigo no kyaku                                       | 84-85: جريمة قتل في كوخ التزلج                                                           | 84-85: جريمة قتل في كوخ التزلج                                                           | 84-85: جريمة قتل في كوخ التزلج                                                           |
| المجلد     | تاريخ الصدور                                                               | ردمك                                                                                     | الشخصيات                                                                                 | الشخصيات                                                                                 |
| المجلد     | تاريخ الصدور                                                               | ردمك                                                                                     | الشخصية المفتاح                                                                          | المحقق                                                                                   |
| ''''15'''' | 18 يونيو 1997                                                              | ISBN 4-09-125045-9                                                                       | هيزو هاتوري                                                                              | هيزو هاسيجاوا                                                                            |
| الفصل      | العنوان                                                                    | الحلقات المقابلة                                                                         | الحلقات المقابلة                                                                         | الحلقات المقابلة                                                                         |
| 141        | ليست هنا؟! ない!? Nai!?                                                    | 84-85: جريمة قتل في كوخ التزلج                                                           | 84-85: جريمة قتل في كوخ التزلج                                                           | 84-85: جريمة قتل في كوخ التزلج                                                           |
| 142        | السلاح المفقود 消えた凶器 Kieta kyōki                                      | 84-85: جريمة قتل في كوخ التزلج                                                           | 84-85: جريمة قتل في كوخ التزلج                                                           | 84-85: جريمة قتل في كوخ التزلج                                                           |
| 143        | الحقيقة، من الدموع 涙で語る真実 Namida de kataru shinjitsu                 | 84-85: جريمة قتل في كوخ التزلج                                                           | 84-85: جريمة قتل في كوخ التزلج                                                           | 84-85: جريمة قتل في كوخ التزلج                                                           |
| 144        | الصوت نفسه؟! 声が似てる!? Koe ga niteru!?                                  | 81-82: اختطاف المغنيين المشهورين                                                         | 81-82: اختطاف المغنيين المشهورين                                                         | 81-82: اختطاف المغنيين المشهورين                                                         |
| 145        | ما الذي هم بصدده ... 狙うは... Nerau wa...                                 | 81-82: اختطاف المغنيين المشهورين                                                         | 81-82: اختطاف المغنيين المشهورين                                                         | 81-82: اختطاف المغنيين المشهورين                                                         |
| 146        | ثنائي؟! デュエット!? Duetto!?                                              | 81-82: اختطاف المغنيين المشهورين                                                         | 81-82: اختطاف المغنيين المشهورين                                                         | 81-82: اختطاف المغنيين المشهورين                                                         |
| 147        | إلعق اصبعك 指をペロッ!? Yubi o pero~!?                                     | 75: جريمة قتل رئيس الإقراض                                                               | 75: جريمة قتل رئيس الإقراض                                                               | 75: جريمة قتل رئيس الإقراض                                                               |
| 148        | خدعة سحرية؟! 魔法を使った!? Mahō o tsukatta!?                              | 75: جريمة قتل رئيس الإقراض                                                               | 75: جريمة قتل رئيس الإقراض                                                               | 75: جريمة قتل رئيس الإقراض                                                               |
| 149        | نداء الشر 悪魔の呼び声 Akuma no yobigoe                                    | 75: جريمة قتل رئيس الإقراض                                                               | 75: جريمة قتل رئيس الإقراض                                                               | 75: جريمة قتل رئيس الإقراض                                                               |
| 150        | ضمادة مليئة بالدماء 血染めの包帯 Chizome no hōtai                          | 77-78: سلسلة الجرائم الغامضة في منزل العائلة الشهيرة                                     | 77-78: سلسلة الجرائم الغامضة في منزل العائلة الشهيرة                                     | 77-78: سلسلة الجرائم الغامضة في منزل العائلة الشهيرة                                     |
| المجلد     | تاريخ الصدور                                                               | ردمك                                                                                     | الشخصيات                                                                                 | الشخصيات                                                                                 |
| المجلد     | تاريخ الصدور                                                               | ردمك                                                                                     | الشخصية المفتاح                                                                          | المحقق                                                                                   |
| ''''16'''' | 9 أغسطس 1997                                                               | ISBN 4-09-125046-7                                                                       | كايتو كيد                                                                                | ميتسوهيكو أسامي                                                                          |
| الفصل      | العنوان                                                                    | الحلقات المقابلة                                                                         | الحلقات المقابلة                                                                         | الحلقات المقابلة                                                                         |
| 151        | القاتل الأبيض 白き殺人者 Shiroki satsujinsha                               | 77-78: سلسلة الجرائم الغامضة في منزل العائلة الشهيرة                                     | 77-78: سلسلة الجرائم الغامضة في منزل العائلة الشهيرة                                     | 77-78: سلسلة الجرائم الغامضة في منزل العائلة الشهيرة                                     |
| 152        | مكالمة من الحقيقة 真実の電話 Shinjitsu no denwa                            | 77-78: سلسلة الجرائم الغامضة في منزل العائلة الشهيرة                                     | 77-78: سلسلة الجرائم الغامضة في منزل العائلة الشهيرة                                     | 77-78: سلسلة الجرائم الغامضة في منزل العائلة الشهيرة                                     |
| 153        | رابطة من نار 炎の絆 Honō no kizuna                                         | 77-78: سلسلة الجرائم الغامضة في منزل العائلة الشهيرة                                     | 77-78: سلسلة الجرائم الغامضة في منزل العائلة الشهيرة                                     | 77-78: سلسلة الجرائم الغامضة في منزل العائلة الشهيرة                                     |
| 154        | غموض المدرسة 学校の不思議 Gakkō no fushigi                                 | 112: السبع الغوامض في مدرسة تيتان الابتدائية                                             | 112: السبع الغوامض في مدرسة تيتان الابتدائية                                             | 112: السبع الغوامض في مدرسة تيتان الابتدائية                                             |
| 155        | أهناك أحد؟! 誰かいる!? Dare ka iru!?                                       | 112: السبع الغوامض في مدرسة تيتان الابتدائية                                             | 112: السبع الغوامض في مدرسة تيتان الابتدائية                                             | 112: السبع الغوامض في مدرسة تيتان الابتدائية                                             |
| 156        | لقاء 邂逅 Kaigō                                                            | 76: كونان ضد كايتو كيد (حلقة خاصة لمدة ساعة)                                             | 76: كونان ضد كايتو كيد (حلقة خاصة لمدة ساعة)                                             | 76: كونان ضد كايتو كيد (حلقة خاصة لمدة ساعة)                                             |
| 157        | إبادة 消滅 Shōmetsu                                                        | 76: كونان ضد كايتو كيد (حلقة خاصة لمدة ساعة)                                             | 76: كونان ضد كايتو كيد (حلقة خاصة لمدة ساعة)                                             | 76: كونان ضد كايتو كيد (حلقة خاصة لمدة ساعة)                                             |
| 158        | وجود 気配 Kehai                                                            | 76: كونان ضد كايتو كيد (حلقة خاصة لمدة ساعة)                                             | 76: كونان ضد كايتو كيد (حلقة خاصة لمدة ساعة)                                             | 76: كونان ضد كايتو كيد (حلقة خاصة لمدة ساعة)                                             |
| 159        | خاتمة 終極 Shūkyoku                                                        | 76: كونان ضد كايتو كيد (حلقة خاصة لمدة ساعة)                                             | 76: كونان ضد كايتو كيد (حلقة خاصة لمدة ساعة)                                             | 76: كونان ضد كايتو كيد (حلقة خاصة لمدة ساعة)                                             |
| 160        | مكيدة الخزاف 陶芸家達の企み Tōgei-ka-tachi no takurami                     | 98-99: جريمة قتل صانع الفخار الشهير                                                      | 98-99: جريمة قتل صانع الفخار الشهير                                                      | 98-99: جريمة قتل صانع الفخار الشهير                                                      |
| المجلد     | تاريخ الصدور                                                               | ردمك                                                                                     | الشخصيات                                                                                 | الشخصيات                                                                                 |
| المجلد     | تاريخ الصدور                                                               | ردمك                                                                                     | الشخصية المفتاح                                                                          | المحقق                                                                                   |
| ''''17'''' | 18 نوفمبر 1997                                                             | ISBN 4-09-125047-5                                                                       | يوكو أوكينو                                                                              | نيرو وولف                                                                                |
| الفصل      | العنوان                                                                    | الحلقات المقابلة                                                                         | الحلقات المقابلة                                                                         | الحلقات المقابلة                                                                         |
| 161        | دليل ثابت 動かぬ証拠 Ugokanu shōko                                         | 98-99: جريمة قتل صانع الفخار الشهير                                                      | 98-99: جريمة قتل صانع الفخار الشهير                                                      | 98-99: جريمة قتل صانع الفخار الشهير                                                      |
| 162        | قتل بدون صوت؟! 音で殺す!? Oto de korosu!?                                  | 98-99: جريمة قتل صانع الفخار الشهير                                                      | 98-99: جريمة قتل صانع الفخار الشهير                                                      | 98-99: جريمة قتل صانع الفخار الشهير                                                      |
| 163        | ثلاث خدع محيرة 三つの謀 Mittsu no hakarigoto                               | 114-115: جريمة قتل "بذلة الغوص"                                                          | 114-115: جريمة قتل "بذلة الغوص"                                                          | 114-115: جريمة قتل "بذلة الغوص"                                                          |
| 164        | السلاح الضائع 逃げた凶器 Nigeta kyōki                                      | 114-115: جريمة قتل "بذلة الغوص"                                                          | 114-115: جريمة قتل "بذلة الغوص"                                                          | 114-115: جريمة قتل "بذلة الغوص"                                                          |
| 165        | كيف أنساه؟ 忘れちゃいけない Wasurecha ikenai                               | 114-115: جريمة قتل "بذلة الغوص"                                                          | 114-115: جريمة قتل "بذلة الغوص"                                                          | 114-115: جريمة قتل "بذلة الغوص"                                                          |
| 166        | ماذا نفعل؟ どうしよう!? Dō shiyō!?                                         | 91: قضية سارق المصرف المنوم في المستشفى                                                  | 91: قضية سارق المصرف المنوم في المستشفى                                                  | 91: قضية سارق المصرف المنوم في المستشفى                                                  |
| 167        | الساعة... 時計が... Tokei ga...                                            | 104-105: قصر اللصوص الغامض                                                               | 104-105: قصر اللصوص الغامض                                                               | 104-105: قصر اللصوص الغامض                                                               |
| 168        | وحش؟ 鬼が出た!? Oni ga deta!?                                              | 104-105: قصر اللصوص الغامض                                                               | 104-105: قصر اللصوص الغامض                                                               | 104-105: قصر اللصوص الغامض                                                               |
| 169        | L.N.Rج L·N·R                                                               | 104-105: قصر اللصوص الغامض                                                               | 104-105: قصر اللصوص الغامض                                                               | 104-105: قصر اللصوص الغامض                                                               |
| 170        | الممثلون 役者が揃った Yakusha ga sorotta                                   | 102-103: جريمة قتل ممثل الأفلام التاريخية                                                | 102-103: جريمة قتل ممثل الأفلام التاريخية                                                | 102-103: جريمة قتل ممثل الأفلام التاريخية                                                |
| المجلد     | تاريخ الصدور                                                               | ردمك                                                                                     | الشخصيات                                                                                 | الشخصيات                                                                                 |
| المجلد     | تاريخ الصدور                                                               | ردمك                                                                                     | الشخصية المفتاح                                                                          | المحقق                                                                                   |
| ''''18'''' | 17 يناير 1998                                                              | ISBN 4-09-125048-3                                                                       | آي هايبرا                                                                                | شونساكو كودو                                                                             |
| الفصل      | العنوان                                                                    | الحلقات المقابلة                                                                         | الحلقات المقابلة                                                                         | الحلقات المقابلة                                                                         |
| 171        | المماثل؟ 同じはずなのに... Onaji hazuna no ni...                           | 102-103: جريمة قتل ممثل الأفلام التاريخية                                                | 102-103: جريمة قتل ممثل الأفلام التاريخية                                                | 102-103: جريمة قتل ممثل الأفلام التاريخية                                                |
| 172        | غرفتان 二つの部屋 Futatsu no heya                                          | 102-103: جريمة قتل ممثل الأفلام التاريخية                                                | 102-103: جريمة قتل ممثل الأفلام التاريخية                                                | 102-103: جريمة قتل ممثل الأفلام التاريخية                                                |
| 173        | حب أول... 初恋の人... Hatsukoi no hito...                                  | 100-101: ذكريات الحب الأول                                                               | 100-101: ذكريات الحب الأول                                                               | 100-101: ذكريات الحب الأول                                                               |
| 174        | الحقيقة المحترقة 燃える真実 Moeru shinjitsu                                | 100-101: ذكريات الحب الأول                                                               | 100-101: ذكريات الحب الأول                                                               | 100-101: ذكريات الحب الأول                                                               |
| 175        | افتح قلبك؟ 心は開く!? Kokoro wa hiraku!?                                   | 100-101: ذكريات الحب الأول                                                               | 100-101: ذكريات الحب الأول                                                               | 100-101: ذكريات الحب الأول                                                               |
| 176        | الطالبة الجديدة 転校生は... Tenkōsei wa...                                 | 129: الفتاة التي أتت من المنظمة السوداء، جريمة قتل استاذ الجامعة (حلقة خاصة لمدة ساعتين) | 129: الفتاة التي أتت من المنظمة السوداء، جريمة قتل استاذ الجامعة (حلقة خاصة لمدة ساعتين) | 129: الفتاة التي أتت من المنظمة السوداء، جريمة قتل استاذ الجامعة (حلقة خاصة لمدة ساعتين) |
| 177        | إمرأة السواد 黒ずくめの女 Kurozukume no onna                               | 129: الفتاة التي أتت من المنظمة السوداء، جريمة قتل استاذ الجامعة (حلقة خاصة لمدة ساعتين) | 129: الفتاة التي أتت من المنظمة السوداء، جريمة قتل استاذ الجامعة (حلقة خاصة لمدة ساعتين) | 129: الفتاة التي أتت من المنظمة السوداء، جريمة قتل استاذ الجامعة (حلقة خاصة لمدة ساعتين) |
| 178        | السم الرمزي:شيري コードネーム·シェリー Kōdo nēmu Sherī                     | 129: الفتاة التي أتت من المنظمة السوداء، جريمة قتل استاذ الجامعة (حلقة خاصة لمدة ساعتين) | 129: الفتاة التي أتت من المنظمة السوداء، جريمة قتل استاذ الجامعة (حلقة خاصة لمدة ساعتين) | 129: الفتاة التي أتت من المنظمة السوداء، جريمة قتل استاذ الجامعة (حلقة خاصة لمدة ساعتين) |
| 179        | الفتاة المصنوعة من الأكاذيب 偽りの少女 Itsuwari no shōjo                   | 129: الفتاة التي أتت من المنظمة السوداء، جريمة قتل استاذ الجامعة (حلقة خاصة لمدة ساعتين) | 129: الفتاة التي أتت من المنظمة السوداء، جريمة قتل استاذ الجامعة (حلقة خاصة لمدة ساعتين) | 129: الفتاة التي أتت من المنظمة السوداء، جريمة قتل استاذ الجامعة (حلقة خاصة لمدة ساعتين) |
| 180        | كش ملك チェックメイト Chekkumeito                                          | 129: الفتاة التي أتت من المنظمة السوداء، جريمة قتل استاذ الجامعة (حلقة خاصة لمدة ساعتين) | 129: الفتاة التي أتت من المنظمة السوداء، جريمة قتل استاذ الجامعة (حلقة خاصة لمدة ساعتين) | 129: الفتاة التي أتت من المنظمة السوداء، جريمة قتل استاذ الجامعة (حلقة خاصة لمدة ساعتين) |
| المجلد     | تاريخ الصدور                                                               | ردمك                                                                                     | الشخصيات                                                                                 | الشخصيات                                                                                 |
| المجلد     | تاريخ الصدور                                                               | ردمك                                                                                     | الشخصية المفتاح                                                                          | المحقق                                                                                   |
| ''''19'''' | 18 أبريل 1998                                                              | ISBN 4-09-125049-1                                                                       | كازوها توياما                                                                            | هانيبال ليكتر                                                                            |
| الفصل      | العنوان                                                                    | الحلقات المقابلة                                                                         | الحلقات المقابلة                                                                         | الحلقات المقابلة                                                                         |
| 181        | لماذا؟ どうして... Dōshite...                                              | 129: الفتاة التي أتت من المنظمة السوداء، جريمة قتل استاذ الجامعة (حلقة خاصة لمدة ساعتين) | 129: الفتاة التي أتت من المنظمة السوداء، جريمة قتل استاذ الجامعة (حلقة خاصة لمدة ساعتين) | 129: الفتاة التي أتت من المنظمة السوداء، جريمة قتل استاذ الجامعة (حلقة خاصة لمدة ساعتين) |
| 182        | كاتب الغموض الذي اختفى 蒸発した文士 Jōhatsu shita bunshi                   | 116-117: المؤلف المفقود                                                                  | 116-117: المؤلف المفقود                                                                  | 116-117: المؤلف المفقود                                                                  |
| 183        | منتصف القمة 1/2の頂点 1/2 no chōten                                        | 116-117: المؤلف المفقود                                                                  | 116-117: المؤلف المفقود                                                                  | 116-117: المؤلف المفقود                                                                  |
| 184        | في فرنسا... フランスにて... Furansu nite...                                | 116-117: المؤلف المفقود                                                                  | 116-117: المؤلف المفقود                                                                  | 116-117: المؤلف المفقود                                                                  |
| 185        | مدينة الأكل الشهي 食いだおれの街 Kuida ore no machi                        | 118: جريمة قتل نانيوا السرية                                                             | 118: جريمة قتل نانيوا السرية                                                             | 118: جريمة قتل نانيوا السرية                                                             |
| 186        | المحفظة الرابعة 四人目の財布 Shi hitome no saifu                           | 118: جريمة قتل نانيوا السرية                                                             | 118: جريمة قتل نانيوا السرية                                                             | 118: جريمة قتل نانيوا السرية                                                             |
| 187        | بداخل المحفظة... 財布の中の... Saifu no naka no...                         | 118: جريمة قتل نانيوا السرية                                                             | 118: جريمة قتل نانيوا السرية                                                             | 118: جريمة قتل نانيوا السرية                                                             |
| 188        | سر رخصة القيادة 免許証の秘密 Menkyoshō no himitsu                          | 118: جريمة قتل نانيوا السرية                                                             | 118: جريمة قتل نانيوا السرية                                                             | 118: جريمة قتل نانيوا السرية                                                             |
| 189        | الكرة المهددة بالخطر 狙われたボール Nerawareta bōru                        | 130-131: قضية التهديد العشوائي في الإستاد                                                | 130-131: قضية التهديد العشوائي في الإستاد                                                | 130-131: قضية التهديد العشوائي في الإستاد                                                |
| 190        | 56,000 رهينة 5万6千人の人質 5 Man 6 senri no hitojichi                     | 130-131: قضية التهديد العشوائي في الإستاد                                                | 130-131: قضية التهديد العشوائي في الإستاد                                                | 130-131: قضية التهديد العشوائي في الإستاد                                                |
| المجلد     | تاريخ الصدور                                                               | ردمك                                                                                     | الشخصيات                                                                                 | الشخصيات                                                                                 |
| المجلد     | تاريخ الصدور                                                               | ردمك                                                                                     | الشخصية المفتاح                                                                          | المحقق                                                                                   |
| ''''20'''' | 18 يوليو 1998                                                              | ISBN 4-09-125050-5                                                                       | واتارو تاكاجي                                                                            | الآنسة ماربل                                                                             |
| الفصل      | العنوان                                                                    | الحلقات المقابلة                                                                         | الحلقات المقابلة                                                                         | الحلقات المقابلة                                                                         |
| 191        | العين القادمة من بعيد 遠くからの眼 Tōku kara no me                         | 130-131: قضية التهديد العشوائي في الإستاد                                                | 130-131: قضية التهديد العشوائي في الإستاد                                                | 130-131: قضية التهديد العشوائي في الإستاد                                                |
| 192        | الهروب! 逃げろ! Nigero!                                                    | 132-134: جريمة قتل في نادي السحرة                                                        | 132-134: جريمة قتل في نادي السحرة                                                        | 132-134: جريمة قتل في نادي السحرة                                                        |
| 193        | في وسط الثلج... 雪原の中で... Setsugen no naka de...                       | 132-134: جريمة قتل في نادي السحرة                                                        | 132-134: جريمة قتل في نادي السحرة                                                        | 132-134: جريمة قتل في نادي السحرة                                                        |
| 194        | تصرفات المشتبه بهم 怪しい動き Ayashī ugoki                                 | 132-134: جريمة قتل في نادي السحرة                                                        | 132-134: جريمة قتل في نادي السحرة                                                        | 132-134: جريمة قتل في نادي السحرة                                                        |
| 195        | البحث 探索 Tansaku                                                         | 132-134: جريمة قتل في نادي السحرة                                                        | 132-134: جريمة قتل في نادي السحرة                                                        | 132-134: جريمة قتل في نادي السحرة                                                        |
| 196        | من السماء 発露 Hatsuro                                                     | 132-134: جريمة قتل في نادي السحرة                                                        | 132-134: جريمة قتل في نادي السحرة                                                        | 132-134: جريمة قتل في نادي السحرة                                                        |
| 197        | إلى اللقاء... サヨナラ... Sayonara...                                      | 121-122: جريمة قتل "الحمام الموصد"                                                       | 121-122: جريمة قتل "الحمام الموصد"                                                       | 121-122: جريمة قتل "الحمام الموصد"                                                       |
| 198        | دليل ملموس 証拠が見える Shōko ga mieru                                     | 121-122: جريمة قتل "الحمام الموصد"                                                       | 121-122: جريمة قتل "الحمام الموصد"                                                       | 121-122: جريمة قتل "الحمام الموصد"                                                       |
| 199        | حب الشقيقات... 姉思い... Ane omoi...                                       | 121-122: جريمة قتل "الحمام الموصد"                                                       | 121-122: جريمة قتل "الحمام الموصد"                                                       | 121-122: جريمة قتل "الحمام الموصد"                                                       |
| 200        | دعوة إلى قلعة معزولة 孤城ヘの誘い Kojō e no sasoi                          | 136-137: جريمة قتل في القصر الأزرق                                                       | 136-137: جريمة قتل في القصر الأزرق                                                       | 136-137: جريمة قتل في القصر الأزرق                                                       |